# رستم‌آباد (بوئین‌زهرا)
رستم‌آباد (بوئین‌زهرا)، روستایی از توابع بخش مرکزی شهرستان بوئین‌زهرا در استان قزوین ایران است.

## جغرافیا

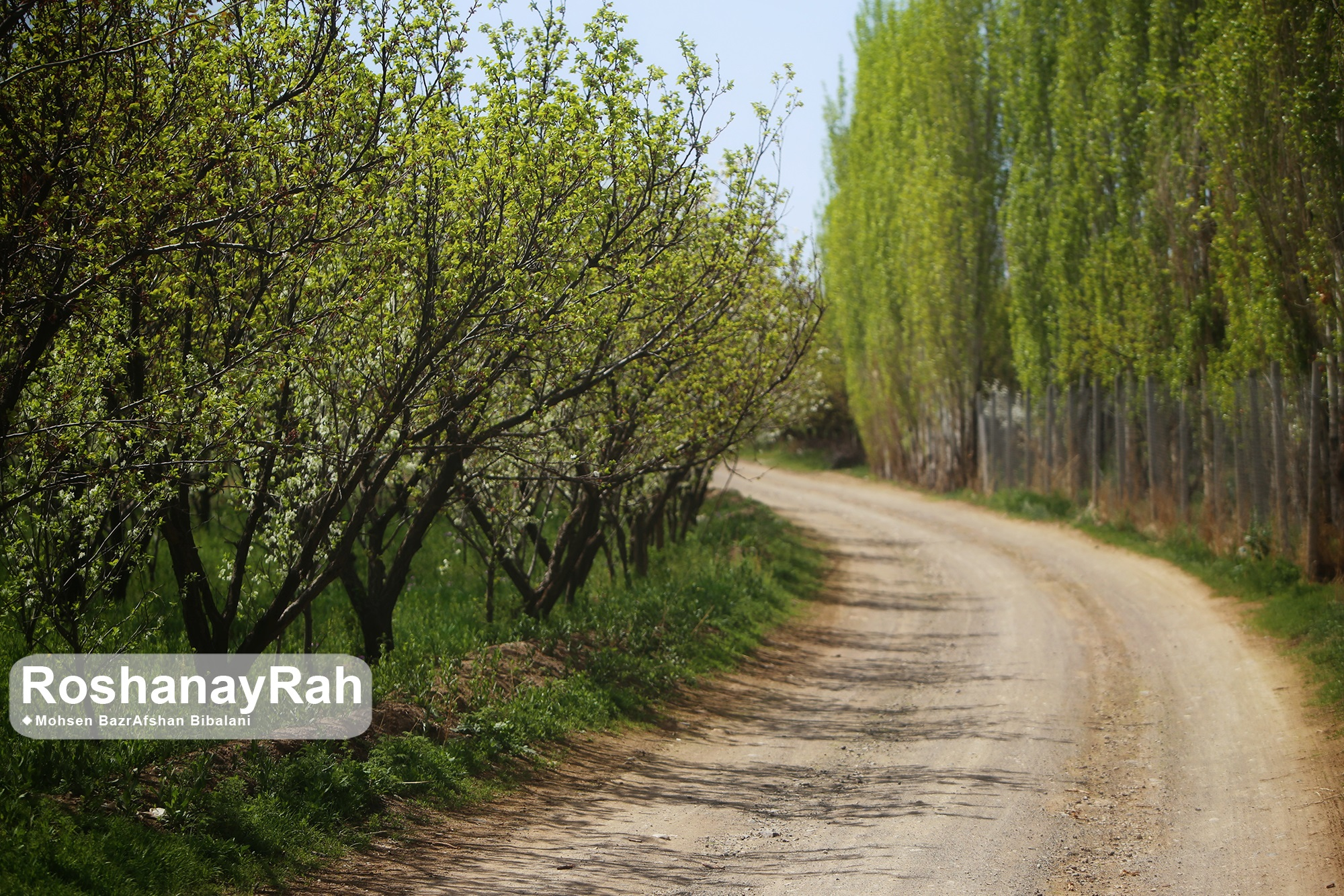
جاده خاکی در میان باغات روستای رستم‌آباد

روستای رستم‌آباد در ارتفاع تقریبی ۱۴۸۵ متری از سطح آب‌های آزاد و در منطقه کوهپایه‌ای که می‌توان آن را پیشروی دشت قزوین در بین کوه های رامند دانست واقع شده است. از روستاهای مجاور رستم‌آباد می‌توان به رودک در شمال و یریجان در جنوب اشاره کرد که هر دو با فاصله کمی از روستا قرار دارند. علاوه بر این چسگین که با فاصله نسبتا زیادی در شمال شرقی این روستا و سمت شمالی کوه های رامند قرار دارد و سگزآباد از دیگر سکونتگاه های انسانی نزدیک به رستم‌آباد هستند. به دلیل ارتفاع بیشتر این روستا نسبت به شهر بوئین‌زهرا؛ رستم‌آباد دارای آب و هوای خنک تر در تابستان و سردتر در زمستان می‌باشد.

## جمعیت
این روستا در دهستان سگزآباد قرار دارد و براساس سرشماری مرکز آمار ایران در سال ۱۳۸۵، جمعیت آن ۵۴۶ نفر (۱۶۹خانوار) بوده‌است.در سال ۱۳۹۰، جمعیت آن ۴۷۹ نفر (۱۶۰خانوار)و در در سال ۱۳۹۵، جمعیت آن ۵۲۰ نفر (۱۸۱خانوار) گزارش شده است.

### زبان و مذهب
مردم روستای رستم‌آباد به زبان ترکی آذربایجانی با لهجه بوئین زهرایی تکلم می‌کنند و مسلمان شیعه هستند. جلال آل احمد در کتاب تات نشین های بلوک زهرا به تُرک نشین بودن روستای رستم‌آباد اشاره کرده است.

## تصاویر

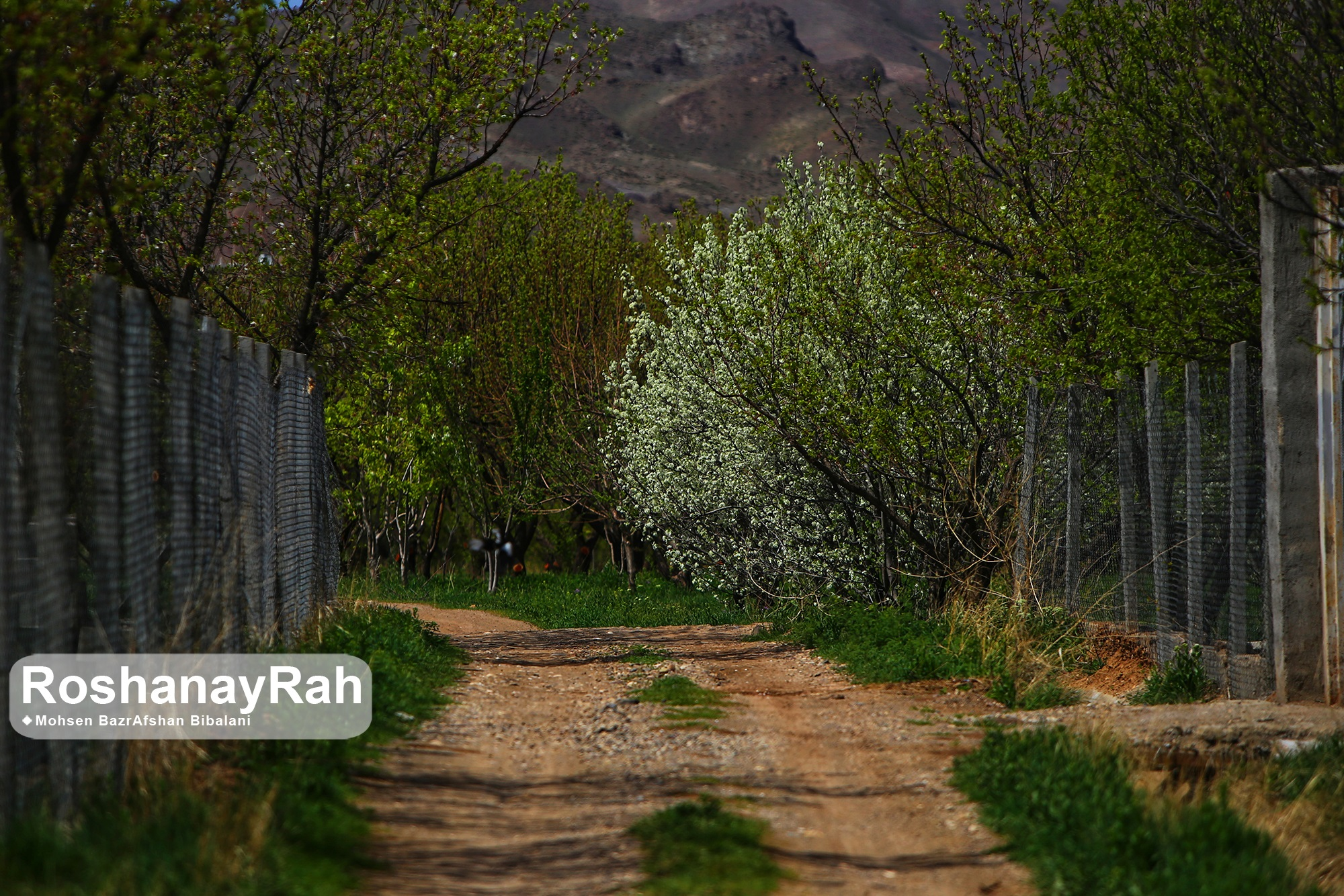
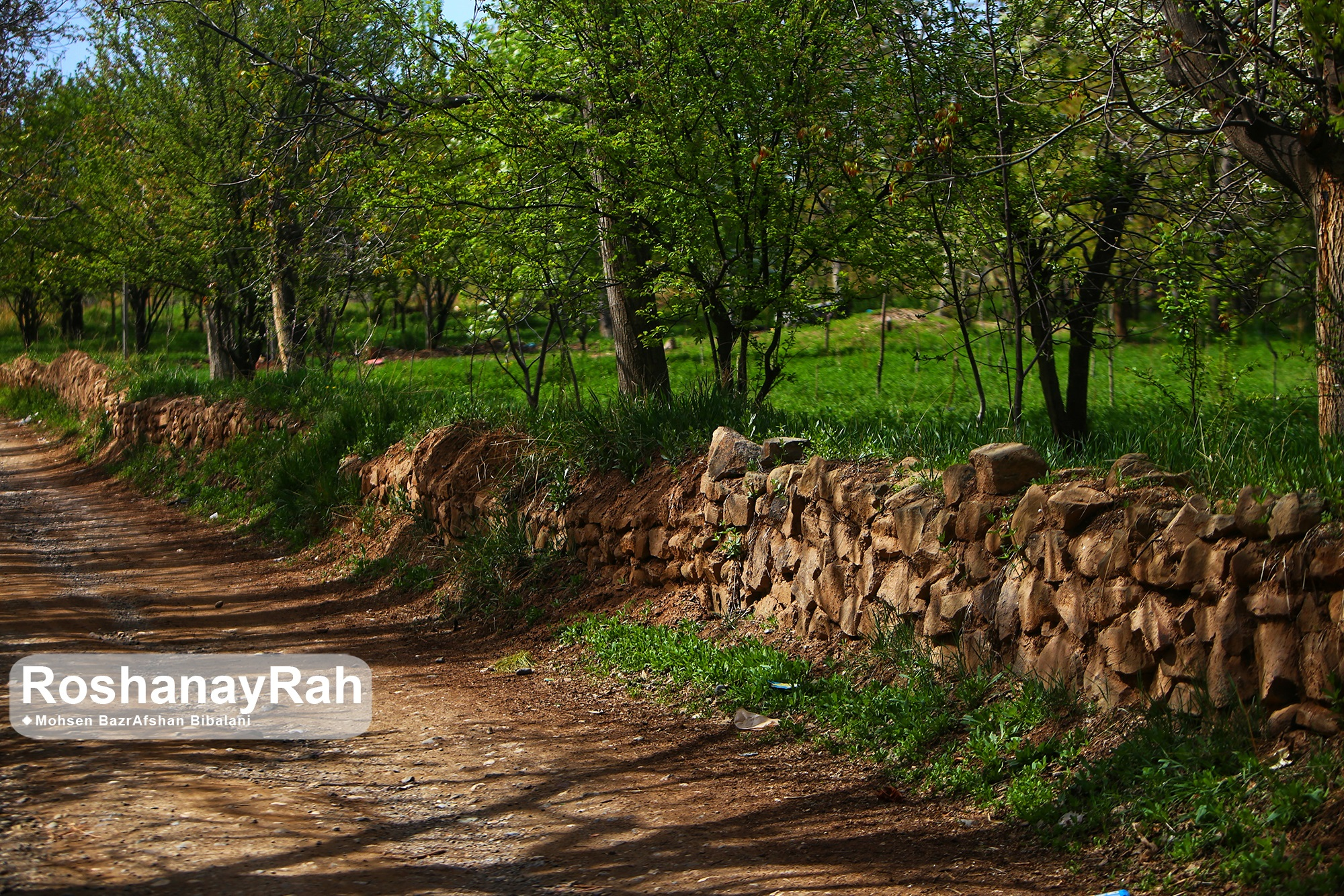
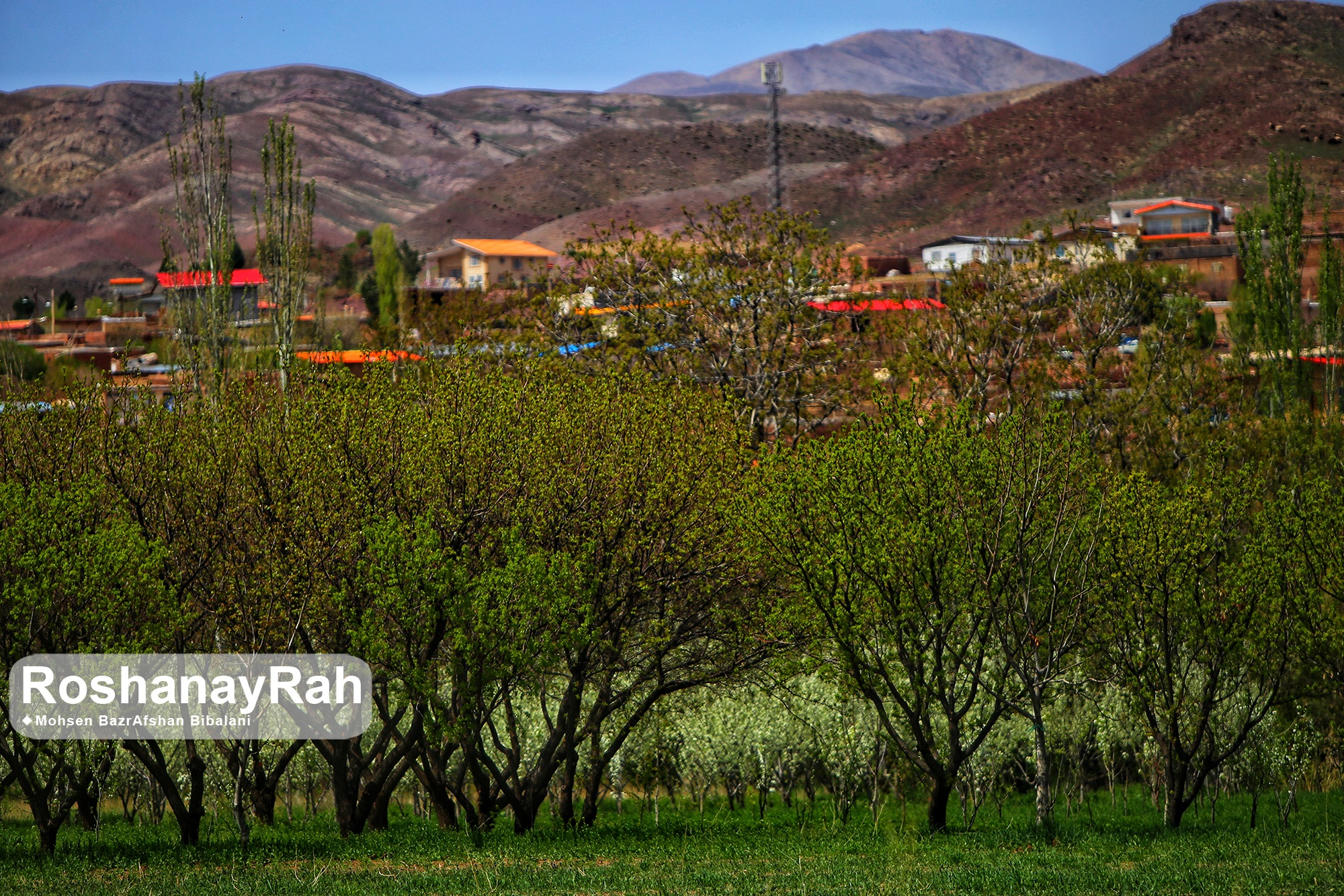
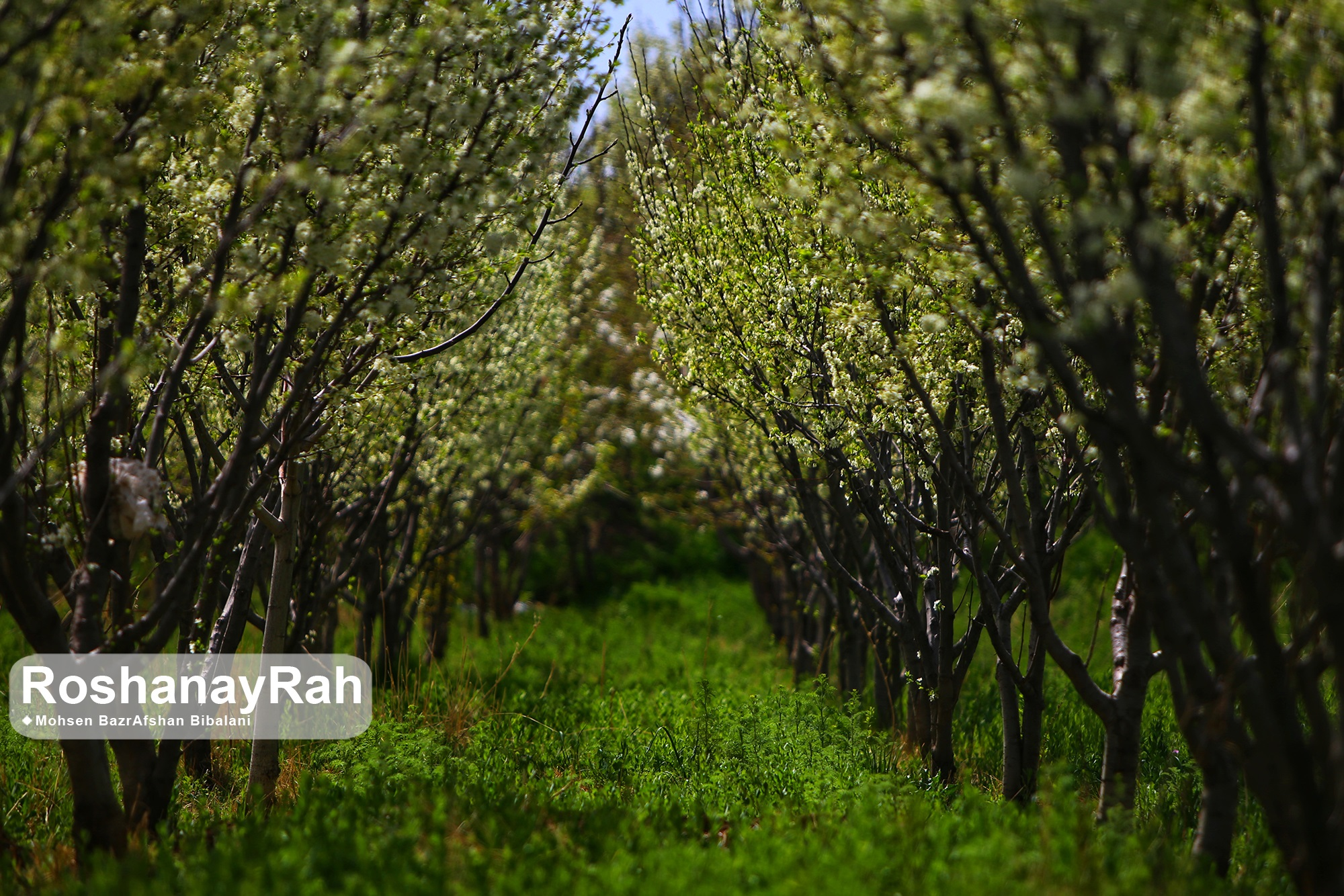
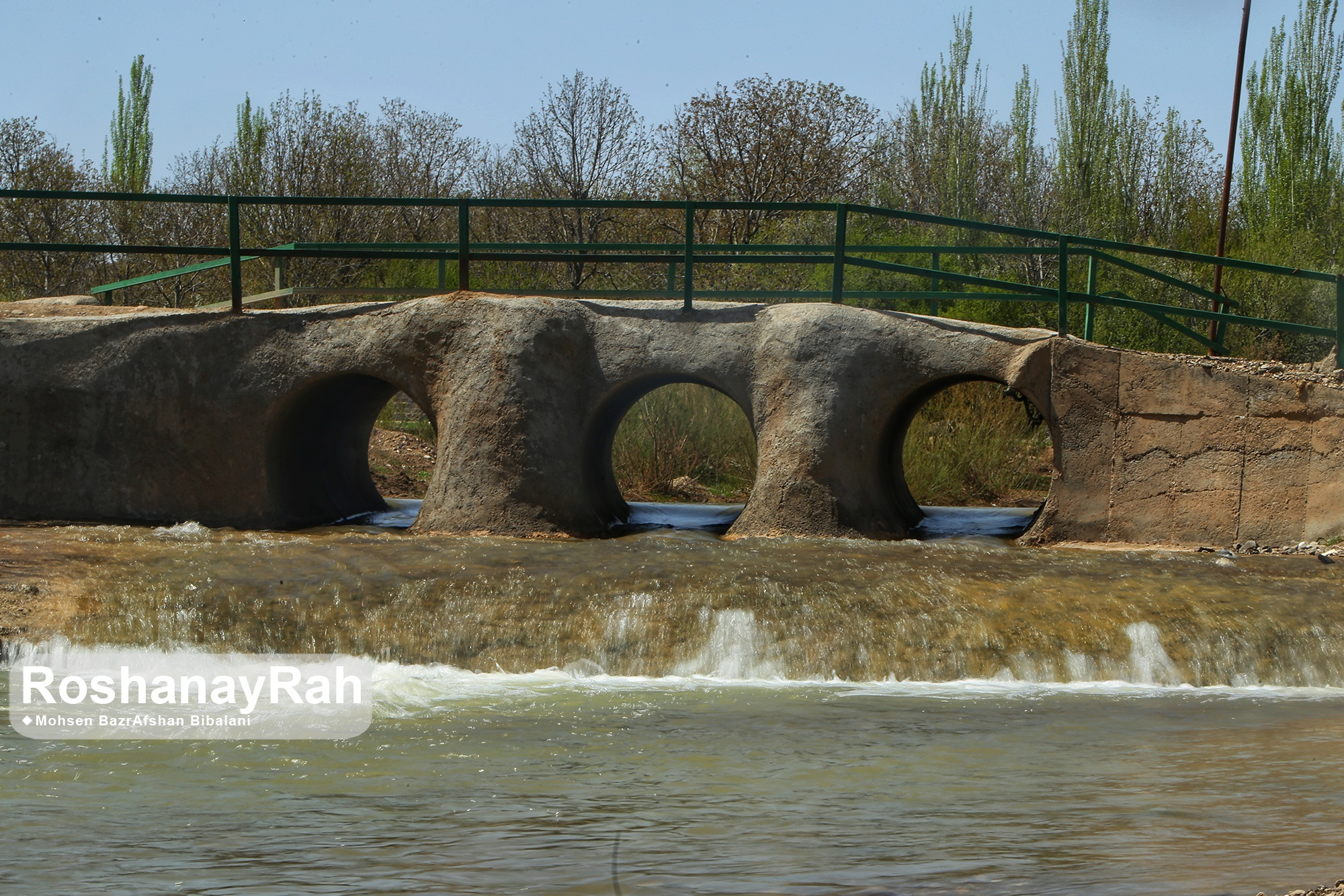
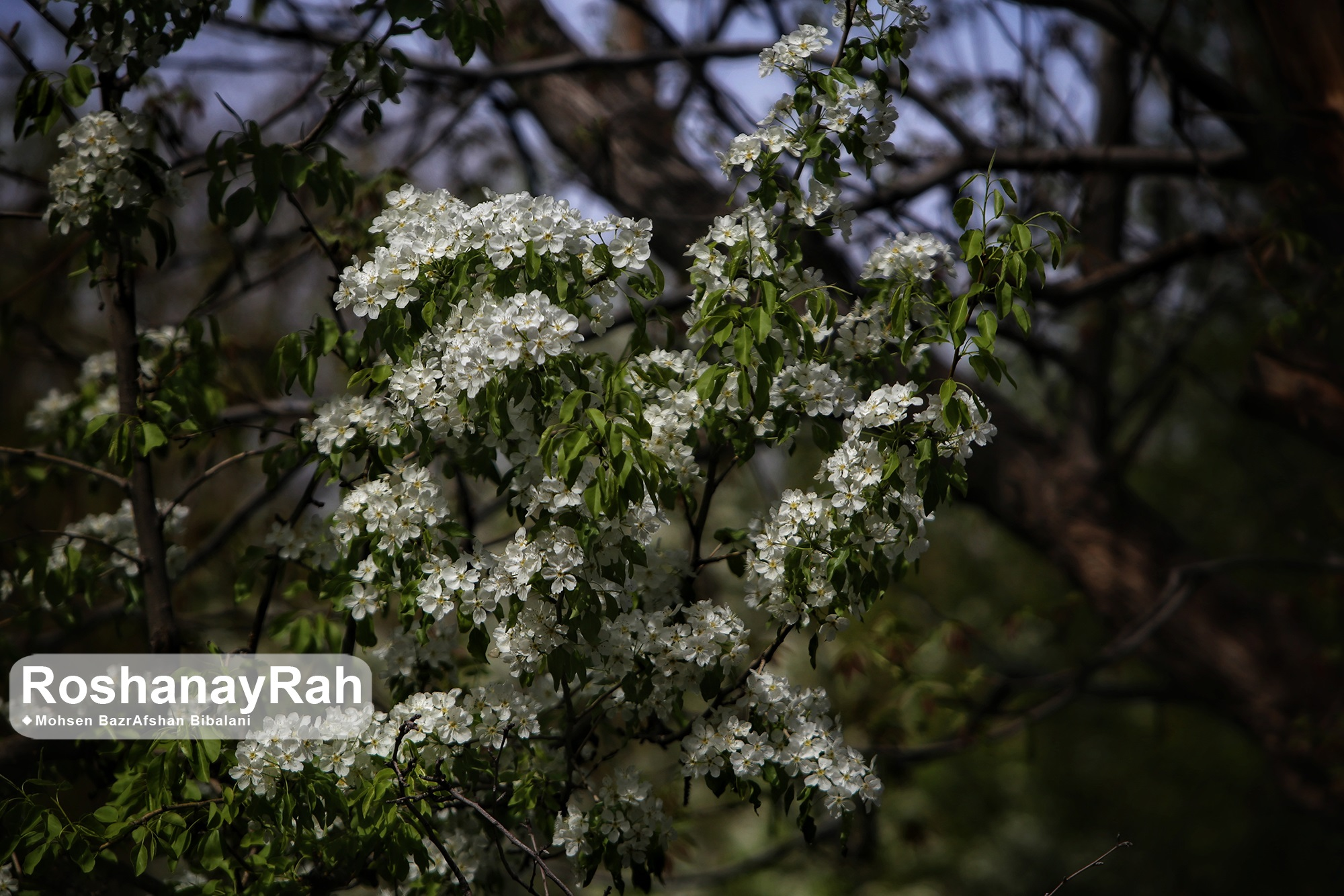
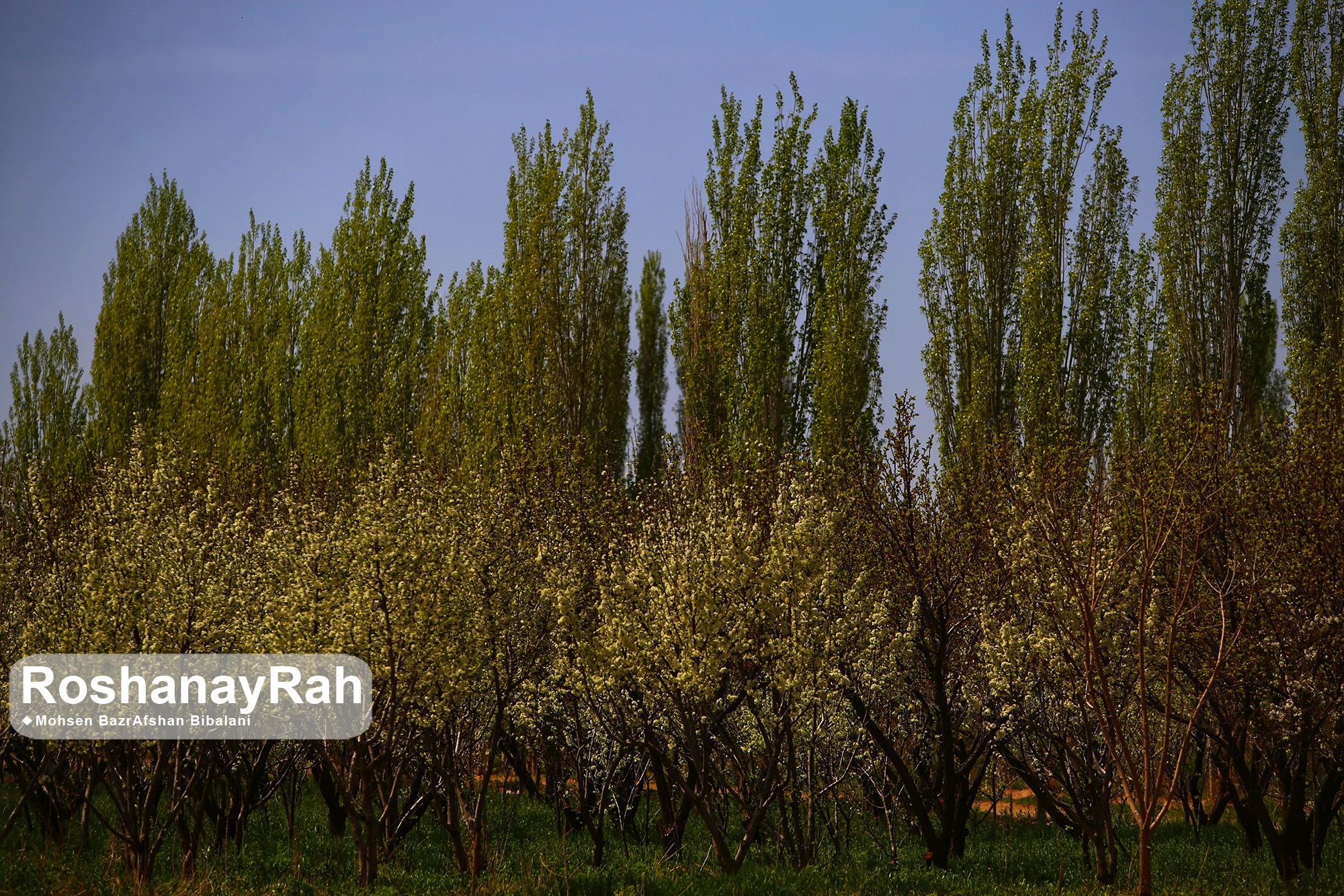
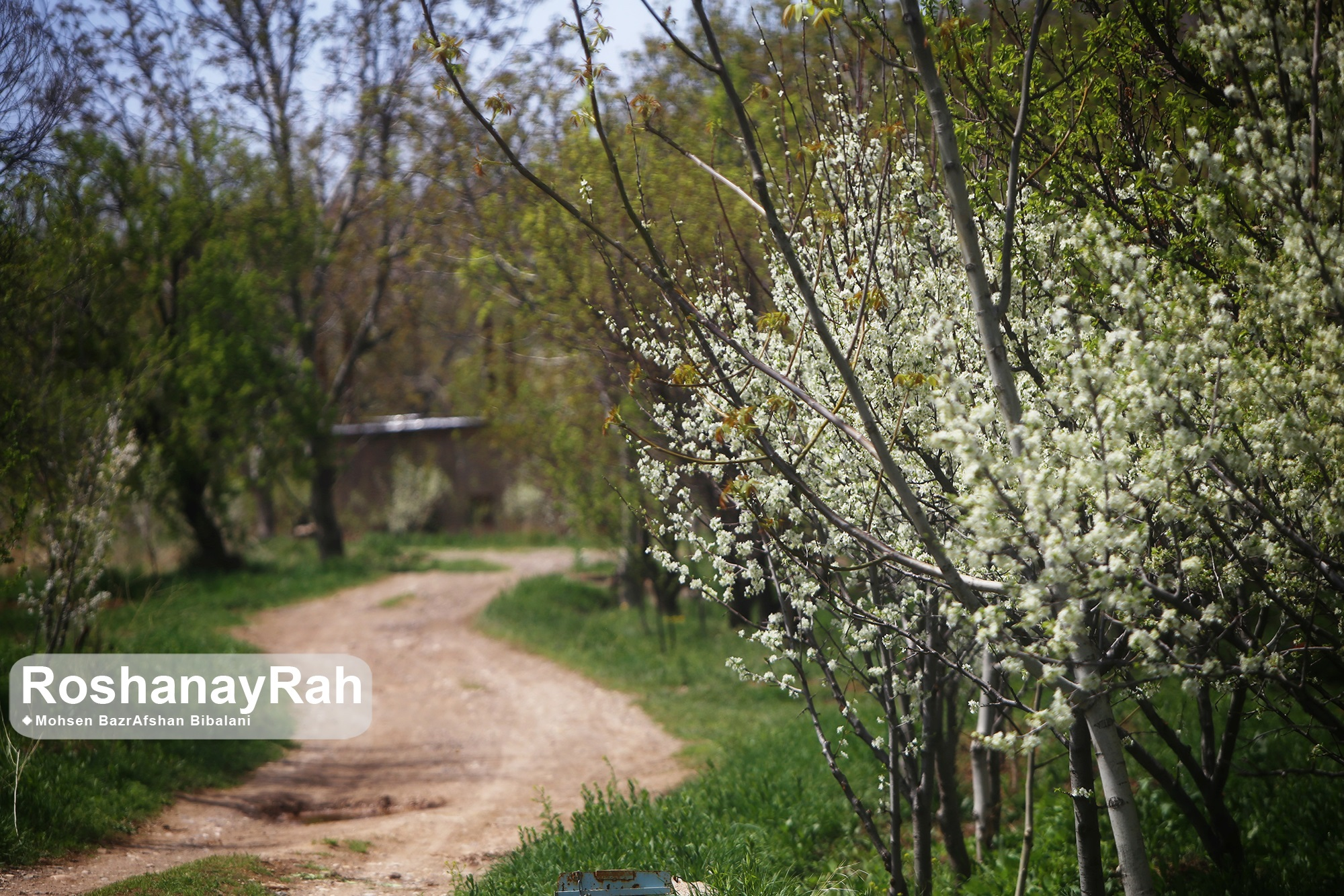
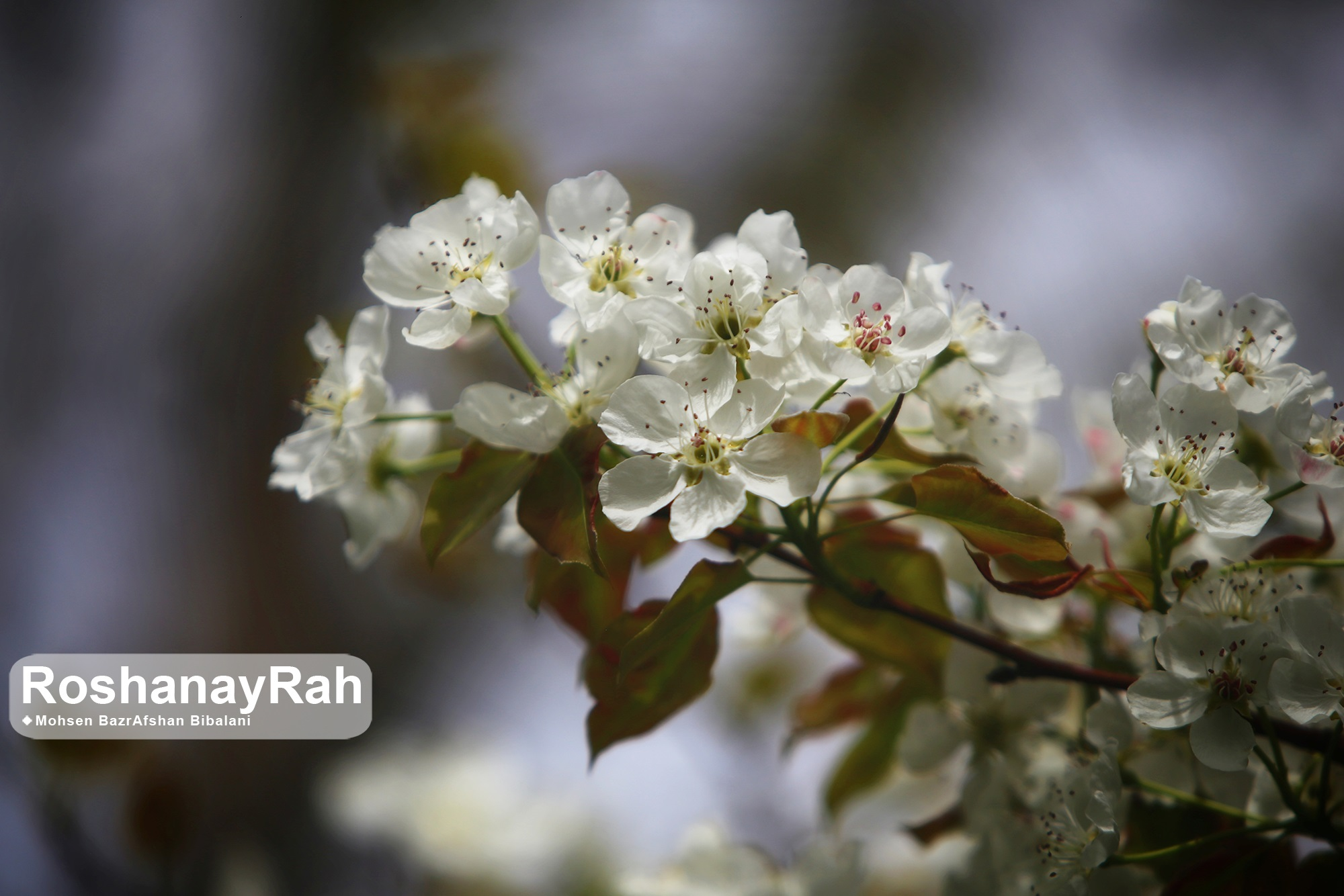
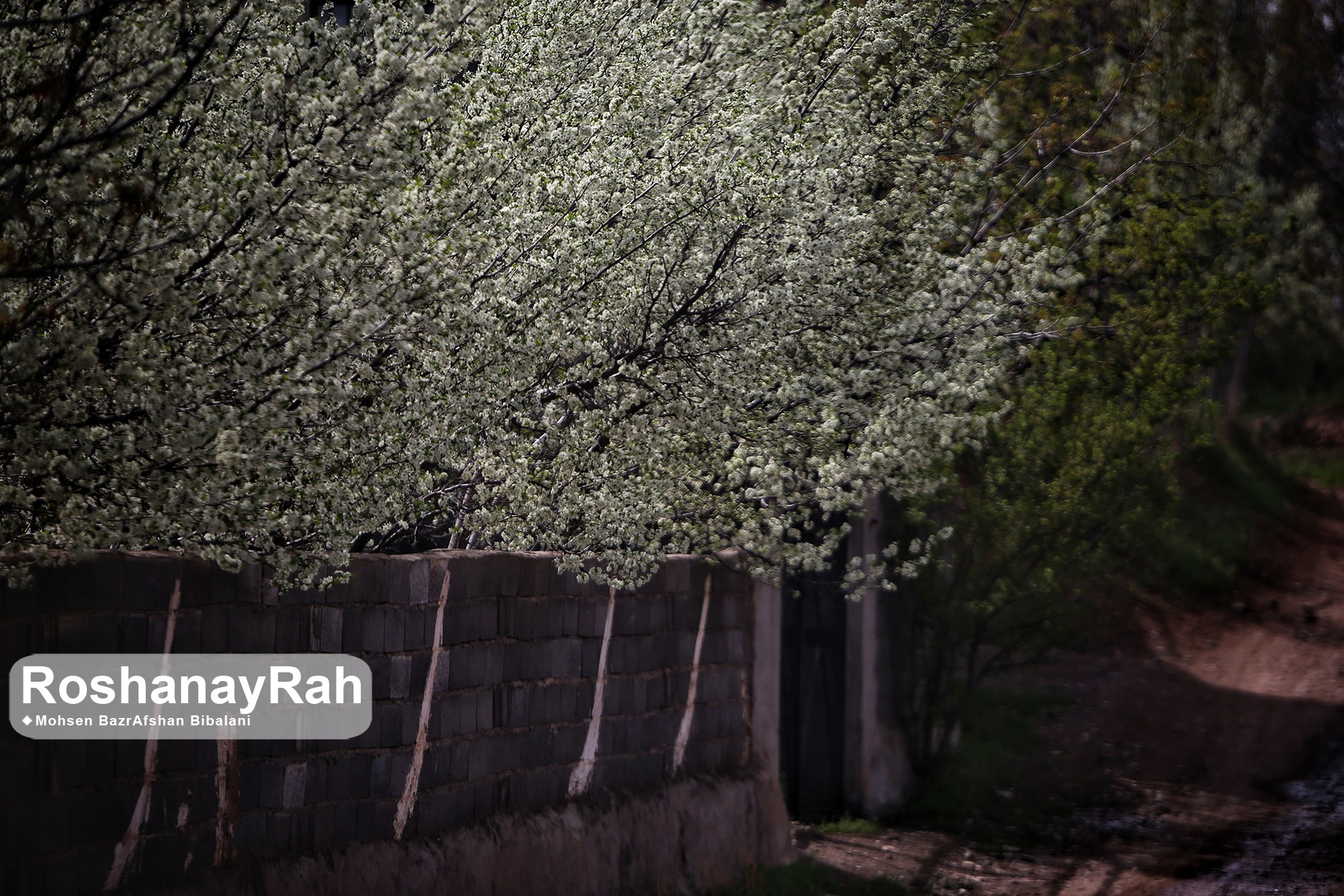